# Giornale Radio (emittente radiofonica)
Giornale Radio è un'emittente radiofonica italiana di informazione fondata nel 2020 da Domenico Zambarelli, già editore di Radio Italia Network e Radio Donna.
Il primo anno di attività è avvenuto in test sul web e dal 2021 opera anche in FM, DAB+, Sat e TV. La sede principale di trasmissione si trova a Sesto San Giovanni, in Via G. Oberdan, 22.
La testata giornalistica ha come direttore responsabile Massimo Lualdi e come direttore editoriale Daniele Biacchessi, ex-caporedattore di Radio 24.
La programmazione è improntata sull’informazione curata da un team di giornalisti indipendenti e una redazione con studi a Milano, Roma, Napoli, Genova, Bologna e a Cagliari.
La struttura editoriale giornalistica è composta dai giornalisti, come Paolo Sergio, Luca Telese, Daniele Biacchessi, Vicky Mangone, Manuela Donghi, Lapo De Carlo, Giuliano Guida Bardi e altri.
Lo slogan dell’emittente è: “Giornale Radio, la radio libera di informare”.

## Storia
Le trasmissioni di Giornale Radio sono iniziate il 1º marzo 2020 attraverso una multipiattaforma web streaming con relativa app e tramite distribuzione televisiva sul digitale terrestre (realizzato in partnership con Nextcom Srl di Milano).
Da dicembre 2020 Giornale Radio, edita da Luckymedia Srl, viene diffusa in FM in Lombardia, a Brescia, Lago D'Iseo, a Roma, a Portofino (GE), nel Tigullio (GE), a Genova Levante, a Genova/Bolzaneto/Busalla e ad Olbia.
La diffusione tecnica avviene sul territorio italiano attraverso il Digital Audio Broadcasting (DAB+) su oltre 80 province ed in FM (20 province), in Lombardia, Liguria, Lazio, Piemonte, Emilia Romagna, Sardegna, Trentino Alto Adige, Veneto, Toscana, Campania, Sicilia.
Inoltre, la programmazione è diffusa via Satellite su HotBird 13° est – su Sky Radio, canale 756 – su piattaforma streaming – su Amazon Alexa – Google Home e in radiovisione su canale OTT Samsung TV Plus al 4555.
I dati dell’indagine TER (Tavolo Editori Radio) hanno visto crescere del 35% l’ascolto dal 2021 al 2022. Secondo TER pubblicati a gennaio 2024 gli ascolti settimanali sono pari a 1.949.000 (dato aggregato Giornale Radio e GR News).
Marco Biondi è stato lo Station Manager per 16 mesi fino al 1º aprile 2022.

## Piattaforme e canali per l'ascolto[5]
- Streaming: sul sito web www.giornaleradio.fm o tramite l'app per Android ed iOS
- TV Satellite: Piattaforma Samsung TVPlus, canale 4310, HotBird 13° est, Sky Radio, canale 756
- Smart speakers: Alexa e Google Home
- Smart TV dei sistemi Android
- FM: frequenze 92.8 MHz in Lombardia, 89.3 MHz a Brescia, 95.2 MHz Lago D'Iseo, 91.6 MHz Portofino e Tigullio, 92.0 MHz a Genova/Bolzaneto/Busalla, 97.4 MHz Genova Levante, 95.3 MHz Roma e 87.9 MHz ad Olbia
- Digital Audio Broadcasting (DAB+): nelle province di Torino, Cuneo, Alessandria, Novara, Milano, Lecco, Bergamo, Brescia, Cremona, Mantova, Monza e della Brianza, Trento, Varese, Lodi, Pavia, Padova, Genova, Savona, Imperia, Modena, Reggio Emilia, Firenze, Prato, Lucca, Pistoia, Siena, Pisa, Grosseto, Massa-Carrara, Livorno, Arezzo, Perugia, Terni, Roma, Frosinone, Latina, Viterbo, Rieti, Napoli, Salerno, Benevento, Caserta, Avellino, Taranto, Foggia, Bari, Brindisi, Lecce, Catanzaro, Reggio Calabria, Cosenza, Crotone, Vibo Valentia, Cagliari, Sassari, Nuoro, Oristano, Sud Sardegna, Palermo, Catania, Messina, Siracusa.
- In diretta: Facebook e YouTube